# L'Épée de Kamui
 (décembre 2020).
Si vous disposez d'ouvrages ou d'articles de référence ou si vous connaissez des sites web de qualité traitant du thème abordé ici, merci de compléter l'article en donnant les références utiles à sa vérifiabilité et en les liant à la section « Notes et références ».
 L'Épée de Kamui (カムイの剣, Kamui no Ken) est un roman épique japonais de Tetsu Yano publié en 1970.
En 1985, Rintarō l'adapte en film d'animation avec le studio Madhouse. Le métrage est considéré comme l'un des précurseurs de Ninja Scroll de Yoshiaki Kawajiri, produit par le même studio en 1993[réf. nécessaire].

## Synopsis
Au Japon, au XIXe siècle, durant la période mouvementée du bakufu, sur fond de guerre de Boshin, le jeune Jiro est persécuté pour le soi-disant meurtre de ses parents adoptifs. Un moine le recueille et le forme à son service. Cependant, Jiro découvre que ce dernier le manipule et décide de rompre. Sa fuite va le mener jusqu’aux États-Unis, ou il découvre un trésor grâce à des indices laissées par son père. Mais le shogunat souhaite mettre la main sur le dit trésor afin de financer son effort de guerre.

## Personnages
- Jiro (次郎?) (doublage Hiroyuki Sanada)
- Oyaruru (オヤルル?) : la mère de Jiro
- Tenkai (天海?) : un prêtre, agent du bakufu et maître d’un clan ninja (doublage Tarō Ishida)
- Oyuki (お雪?) : la demi-sœur de Jiro (doublage Mami Koyama)
- Tarōza (太郎佐?) : le père de Jiro

## Fiche technique
- Titre : Kamui no Ken
- Réalisation : Rintarō
- Scénario : Mamoru Mazaki, auteur originale Tetsu Yano
- Dir. animation : Yasuomi Umetsu
- Character design : Morimi Murano
- Musique: Ryudo Uzaki, Eitetsu Hayashi
- Pays d'origine :  Japon
- Année de production : 1985
- Genre : Action, Aventure
- Durée :  130 minutes
- Sortie VHS français : 1996 (Sous le titre Kamui par Katsumi Vidéo)[1]
- Sortie DVD français : 2007 (TF1 Vidéo | Europe-France)

### Thème de fin
- Kamui no Ken (The Dagger of Kamui) par Noriko Watanabe

## Commentaire
- L'Épée de Kamui est inspiré des contes fantastiques et légendes populaires japonais mais constitue surtout une fresque héroïque dans le Japon du XIXe siècle et à travers le Far West américain. Le film est en 4/3.
- Plusieurs personnages historiques font leur apparition au cours de cette aventure épique dont Mark Twain ou encore Geronimo.
- L’action se déroule sur plusieurs continents dont Hokkaido au Japon, le Kamtchatka, le Nevada et Santa Catalina sur la côte califonienne.
- Il s’agit d’une œuvre distincte de Kamui-den (カムイ伝, Kamui den?) de Sanpei Shirato, manga sorti à partir de 1964 mettant aussi en scene un ninja et adapté en plusieurs animations.
- Cette œuvre aborde l’esclavage sous la forme d’un marin noir américain, un esclave prénommé Sam, qui sera racheté par Jirô lors de sa traversée pour l’Amérique. Cette représentation a été tout de même critiquée de par les côtés caricaturaux du personnage et de ses actions.